# Armeeabteilung A (Wehrmacht)
Die Armeeabteilung A war eine kurzzeitig existierende deutsche Kommandobehörde der Wehrmacht zu Beginn des Zweiten Weltkriegs.

## Geschichte
Am 10. September 1939 wurde die Armeeabteilung A durch den Wehrkreis VI mit Hauptquartier in Köln-Mülheim an der niederländischen Grenze (Westwall) aufgestellt. Hier wurde die Armeeabteilung A durch das Armeeoberkommando 4 abgelöst.
Als Armeetruppe hatte die Armeeabteilung A die Armee-Nachrichten-Abteilung 540 erhalten und war der neu eingerichteten Heeresgruppe C unterstellt worden. Das V. Armeekorps und das XXX. Armeekorps war der Armeeabteilung zugewiesen. Am 21. September 1939 wurde der Befehlshaber von Hammerstein-Equord pensioniert, welchem zugeschrieben wird, dass er in der Funktion als Befehlshaber bei einem potentiellen Besuch am Westwall ein Attentat auf Hitler geplant hatte. Hierzu gibt es aber widersprüchliche Aussagen und letztendlich besuchte Hitler zu dieser Zeit gar nicht den Westwall. Am 3. Oktober 1939 wurde dann die Armeeabteilung A aufgelöst und in das Grenzabschnittskommando Süd, welches in Polen eingesetzt wurde, umgewandelt.
Befehlshaber war über das Bestehen der Armeeabteilung A der General Kurt von Hammerstein-Equord. Chef des Stabes war Generalmajor Carl Hilpert, welcher auch Chef des Stabes in dem aus der Armeeabteilung A hervorgegangenem Grenzabschnittskommando Süd wurde.

## Bekannte Angehörige der Armeeabteilung A (Auswahl)
- Oberstleutnant Ernst-Anton von Krosigk: Erster Generalstabsoffizier (Ia)
- Oberleutnant Hans Meier-Welcker: Angehöriger des Stabes